# Pedicularis decora
Pedicularis decora är en snyltrotsväxtart som beskrevs av Adrien René Franchet. Pedicularis decora ingår i släktet spiror, och familjen snyltrotsväxter. Inga underarter finns listade i Catalogue of Life.